# Pteria hirundo
Pteria hirundo är en musselart som först beskrevs av Carl von Linné 1758.  Pteria hirundo ingår i släktet Pteria och familjen Pteriidae. Inga underarter finns listade i Catalogue of Life.
Höger och vänster klaff av samma exemplar:

Höger klaff
Vänster klaff